# Pithecopus rohdei
Espèce
Synonymes
- Phyllomedusa rohdei Mertens, 1926
- Bradymedusa moschata Miranda-Ribeiro, 1926

Statut de conservation UICN

 LC  : Préoccupation mineure
Pithecopus rohdei est une espèce d'amphibiens de la famille des Phyllomedusidae.

## Répartition
Cette espèce est endémique au Brésil. Elle se rencontre jusqu'à 1 000 m d'altitude dans les États  de São Paulo, de Rio de Janeiro, du Minas Gerais, d'Espirito Santo et de Bahia.

## Taxinomie
L'espèce Bradymedusa moschata a été placée en synonymie avec Phyllomedusa rohdei par Mertens en 1929.

## Étymologie
Cette espèce est nommée en l'honneur de H. Rohde.

## Publication originale
- Mertens, 1926 : Herpetologische Mitteilungen VIIIXV. Senckenbergiana, vol. 8, no 3/4, p. 137-155.